# Superdelegát
Superdelegát (anglicky Superdelegate) je termín vztahující se k americkému stranickému systému, označuje delegáta účastnícího se Demokratického národního konventu, sjezdu, na nějž je automaticky delegován se svobodnou volbou pro libovolného kandidáta. Superdelegáti se rekrutují z úřadujících amerických kongresmanů, senátorů, guvernérů států a teritorií, členů Demokratického národního výboru a dalších vůdců strany (např. bývalých prezidentů a viceprezidentů). Všichni již předtím prošli úspěšnou volbou, ať již do zastupitelských, či stranických orgánů. Svými hlasy přispívají k výběru stranického kandidáta pro prezidentské volby.

## Charakteristika
Superdelegát je hovorové, neoficiální pojmenování, kterým se odlišuje jako tzv. nezavázaný delegát (svobodně volící dle vlastního uvažení) od tzv. zavázaného delegáta, jenž je na národní konvent vybírán ve stranických primárkách a shromážděních (kaukusech) registrovanými voliči, a který je naopak v první volbě na sjezdu vázán jejich preferencí pro konkrétního kandidáta. Ničím nevázaní superdelegáti tak mohou ovlivnit výsledek sjezdu, pokud se např. jejich dostatečná většina rozhodne odevzdat hlas jinému nominantu, než se očekávalo.
Terminologicky se označení superdelegát nevztahuje k nominačnímu procesu – primárkám a kaukusům Republikánské strany. Přesto i u republikánů existují delegáti, kteří mají účast na Republikánském národním konventu automaticky zajištěnou. Z každého unijního státu jsou na sjezdu přítomni tři funkcionáři, a to předseda stranické buňky daného státu se dvěma členy okresních výborů. Na rozdíl od Demokratů je republikánská trojice vázána hlasovat pro kandidáta, který v jejich státu zvítězil v primárkách dle specifických pravidel platících pro daný stát.
Přestože byl původně termín superdelegát vytvořen pro typ delegáta v Demokratické straně, jeho užití se široce rozšířilo v obou hlavních stranách, tedy i mezi republikány, ačkoli nemá oficiální zakotvení ani v jedné z nich.

## Kategorie
V Demokratické straně jsou rozlišovány tři kategorie superdelegátů podle pozic, které zastávají. Ve stanovách jsou dané osoby oficiálně popsány v bodu 9. A (Rule 9. A) jako „delegáti – nezavázaní straničtí vůdci a zvolení funkcionáři,“ sestávající ze:
- zvolených členů Demokratického národního výboru,
- zasloužilých stranických vůdců, včetně úřadujícího a bývalých prezidentů, viceprezidentů, bývalých vůdců Kongresu a Demokratického národního výboru,
- úřadujících demokratických guvernérů a členů Kongresu.

V Republikánské straně existují tři delegáti na každý unijní stát automaticky delegovaní na sjezd, a to předseda stranické buňky daného státu a dva členové stranických okresních výborů. Tito delegáti jsou však vázáni hlasovat pro vítězného kandidáta vzešlého z primárek v jejich státu, pokud se taková volba uskutečnila.

## Historie
Historie superdelegátů spadá do druhé poloviny 20. století, kdy Demokratická strana zahájila změny procesu výběru delegátů po Demokratickém národním konventu 1968 na základě výsledků činnosti tzv. McGovernovy-Fraserovy komise, pojmenované podle jejích spolupředsedajících. Účelem změn mělo být dosažení více proporčního složení delegátů na celonárodním sjezdu, které by odpovídalo počtu obyvatel v jednotlivých státech a umenšení vlivu stranických vůdců. Cílem byla i transparentnost, tj. otevřený proces výběru namísto tajného a zákulisního průběhu ovlivněného vůdci. V důsledku toho došlo k příklonu k primárním volbám a ústupu od shromáždění voličů (kaukusů). Někteří Demokraté se následně domnívali, že změny přinesly přílišné snížení vlivu vůdců a volených funkcionářů, což podle nich vyústilo k oslabení pozic demokratických nominantů v prezidentských volbách 1972 u George McGoverna a také v roce 1980 u Jimmyho Cartera, kteří drtivě prohráli s republikánskými kandidáty.
Strana proto roku 1981 ustavila novou komisi pod vedením tehdejšího severokarolínského guvernéra Jimyho Hunta, která měla nalézt řešení vůči kritickým hlasům. Její doporučení z roku 1982 přijal řídící stranický orgán Demokratický národní výbor v podobě zřízení tzv. superdelegátů, s hlasovacím právem pro vybrané vůdce strany a vybrané členy, kteří se měli účastnit sjezdu vedle tzv. zavázaných delegátů. Huntova komise původně doporučila 30% podíl superdelegátů z celkového počtu delegátů. Impletementace do stanov v roce 1984 ovšem zavedla pouze 14% podíl. V průběhu dalších desetiletí jejich poměr vzrůstal až na přibližných 20 % v roce 2008.
Superdelegáti byli poprvé uplatněni v roce 1984, kdy fakticky jedinkrát sehráli významnou roli v zisku nominace. Po primárkách vedl Walter Mondale před Garym Hartem bez rozhodujícího náskoku. Vzhledem k tomu, že si Mondale dokázal zajistit téměř všechny superdelegáty na sjezd v San Franciscu, jasně zvítězil a získal nominaci. V roce 1984 se nezavázaní delegáti rekrutovali z předsedů a místopředsedů stranických buněk v každém unijním státu. Zbylý podíl byl přidělen dvěma způsoby. Demokraté zasedající v americkém Kongresu mohli vybrat až 60 % členů ze svých řad. Druhá část připadla státům Unie, kde došlo k preferenci guvernérů a starostů velkých měst. V roce 1988 následovalo zjednodušení procesu výběru, včetně zvýšení podílu demokratických kongresmanů a senátorů až na 80% podíl z jejich řad. Status superdelegátů nově získali všichni členové Demokratického národního výboru a úřadující demokratičtí guvernéři. V daném roce byla také zřízena kategorie pro „zasloužilé vůdce strany“. Roku 1992 přibyli další nezavázaní delegáti, stanovením pevného počtu jednotlivým státům, počtu určeného pro další vůdce a funkcionáře, do té doby v seznamu nezahrnutých. Roku 1996 získali jistotu superdelegátů všichni demokratičtí členové Kongresu Spojených států.
V rámci prezidentských voleb 2016 demokraté, vedle zavázaných delegátů vzešlých z primárek a kaukusů, určili 715 superdelegátů:
- 438 volených členů (s váhou 434 hlasů[p. 2]) Demokratického národního výboru (včetně předsedů a místopředsedů stranických buněk v každém unijním státu),
- 20 zasloužilých stranických vůdců, tvořených úřadujícím a bývalými prezidenty, viceprezidenty, bývalými vůdci Kongresu a Demokratického národního výboru,
- 193 demokratických kongresmanů, členů Sněmovny reprezentantů Spojených států (včetně delegátů bez hlasovacího práva z Kolumbijského distriktu a teritorií),
- 47 demokratických senátorů, členů Senátu Spojených států (včetně stínových senátorů za Kolumbijský distrikt, tj. ve skutečnosti v Kongresu nezasedajících),
- 21 demokratických guvernérů (včetně guvernérů teritorií a starosty Kolumbijského distriktu).